# Pasco (Washington)
Pasco is een plaats (city) in de Amerikaanse staat Washington, en valt bestuurlijk gezien onder Franklin County. Pasco is deel van de agglomeratie Tri-Cities, samen met Kennewick en Richland.

## Demografie
Bij de volkstelling in 2000 werd het aantal inwoners vastgesteld op 32.066.
In 2006 is het aantal inwoners door het United States Census Bureau geschat op 49.927, een stijging van 17861 (55,7%).

## Geografie
Volgens het United States Census Bureau beslaat de plaats een oppervlakte van
78,2 km², waarvan 72,7 km² land en 5,5 km² water. Pasco ligt op ongeveer 108 m boven zeeniveau.

## Plaatsen in de nabije omgeving
De onderstaande figuur toont nabijgelegen plaatsen in een straal van 12 km rond Pasco.

## Geboren in Pasco
Kristine W (1962), zangeres (gospelhouse)